# Beate Neuss

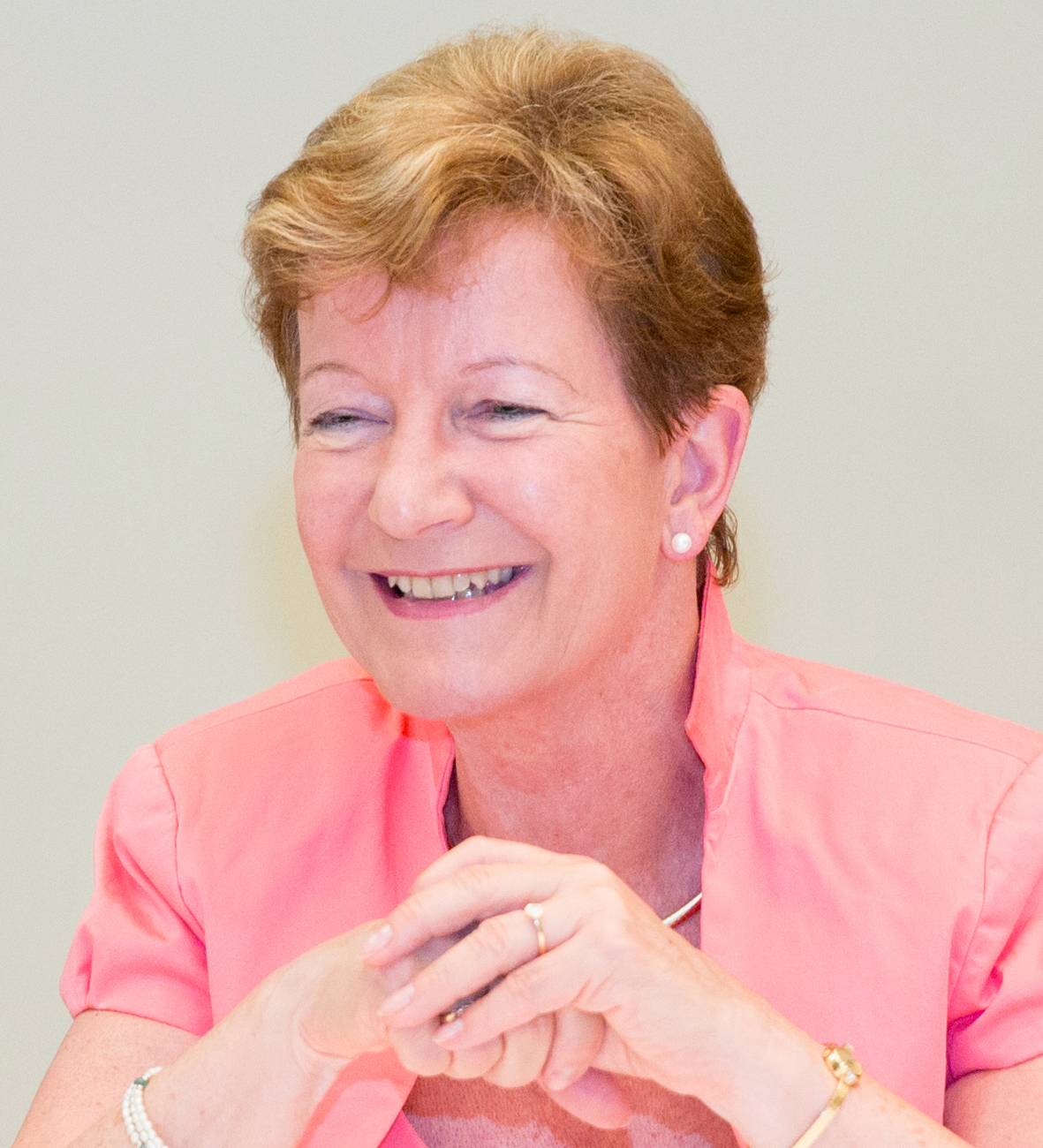
Beate Neuss

Beate Neuss (* 1. Februar 1953 in Essen) ist emeritierte Professorin für Politikwissenschaft an der Philosophischen Fakultät der Technischen Universität Chemnitz. Dort leitete sie von 1994 bis 2018 die Professur für Internationale Politik des Instituts für Politikwissenschaft. Die inhaltlichen Schwerpunkte ihrer Forschung und Lehre liegen in den Bereichen deutsche Außenpolitik, Europapolitik und Sicherheitspolitik, insbesondere die neuen sicherheitspolitischen Herausforderungen.

## Werdegang
Neuss hat von 1971 bis 1978 Politikwissenschaft, Mittlere und Neuere Geschichte und Soziologie an der Westfälischen Wilhelms-Universität in Münster (1971–1973) und der Ludwig-Maximilians-Universität in München studiert, wurde 1983 promoviert und habilitierte 1992. Sie war Stipendiatin der Konrad-Adenauer-Stiftung. Von 1980 bis 1993 war sie Wissenschaftliche Assistentin bzw. Wissenschaftliche Oberassistentin am Geschwister-Scholl-Institut für Politische Wissenschaft an der Universität München. Dort vertrat sie 1993/94 die Professur von Kurt Sontheimer. Sie lehrte zudem von 1978 bis 1994 an der Wayne State University, München, 1989–1990 an der Universität Bamberg, 1992–1994 an der Hochschule für Politik, einer institutionell selbständigen Einrichtung an der Universität München. 1985 nahm sie eine Gastprofessur an der University of Minnesota in Minneapolis wahr. 1994 wurde Neuss als Professorin für Internationale Politik an die Technische Universität Chemnitz berufen.
Beate Neuss war mit dem Ostasienwissenschaftler Joachim Glaubitz verheiratet.

## Wirken
Neben der Beteiligung an der akademischen Selbstverwaltung der Technischen Universität Chemnitz in Fakultätsräten, im Konzil, im Senat, als Studiendekanin, stellvertretende Institutsdirektorin und Vorsitzende des Prüfungsausschusses ist Neuss in einer Reihe von wissenschaftlichen Gremien und Beiräten tätig. Von 1998 bis 2006 gehörte sie dem Wissenschaftlichen Beirat der Bundeszentrale für politische Bildung an (stellv. Vorsitzende 2004/2005, Vorsitzende 2005/2006), seit 1999 ist sie Mitglied im Präsidium des Arbeitskreises Europäische Integration. Von 2002 bis 2005 war sie Mitglied der Kommission Ostpartnerschaften des DAAD von 2003 bis 2009 Mitglied des Beirats des Stiftungskollegs für Internationale Aufgaben der Robert-Bosch-Stiftung; seit 2014 ist sie Mitglied des Kuratoriums der zentralen wissenschaftlichen Einrichtung „Internationale Sicherheit“ der Universität Bonn.
Seit 1997 war Neuss Vertrauensdozentin der Konrad-Adenauer-Stiftung an der Technischen Universität Chemnitz. Von 2001 bis 2023 war sie zudem stellvertretende Vorsitzende der Konrad-Adenauer-Stiftung. Seit 2011 ist sie Mitglied des Kuratoriums des Forums Mitteleuropa beim Sächsischen Landtag. 2015 wählte sie die Deutsche Gesellschaft für Politikwissenschaft in ihren Vorstand. Im gleichen Jahr wurde sie in den Beirat der Bundesakademie für Sicherheitspolitik berufen.
In der Lehre legt Neuss ein besonderes Gewicht auf Praxisnähe der Ausbildung. Seit 2004 nehmen Delegationen Chemnitzer Studierender, erfolgreich und belohnt mit vielen Auszeichnungen, an der größten Simulation der Vereinten Nationen in New York teil. Spezielle externe Seminare der Reihe „Junge Wissenschaft und Praxis im Dialog“, die von der Hanns Martin Schleyer-Stiftung gefördert werden, führen Examenskandidaten und Doktoranden in Fachgesprächen mit Praktikern aus außen- und sicherheitspolitisch relevanten Ministerien und Institutionen zusammen. Ferner werden Gäste aus der politischen Praxis zahlreich zu Vorträgen eingeladen.

## Schriften (Auswahl)
- (Hrsg. zus. mit Antje Nötzold): The Southern Mediterranean. Challenges to the European Foreign and Security Policy, Baden-Baden 2015.
- Standortbestimmung Deutschlands in Europa, in: Marianne Kneuer (Hrsg.): Standortbestimmung Deutschlands: Innere Verfasstheit und internationale Verantwortung, Baden-Baden 2015, S. 25–52.
- Brücken nach Osten, in: Jahrbuch des Föderalismus 2014, Baden-Baden 2014, S. 63–78.
- (Hrsg. zus. mit Antje Nötzold): Polen als Motor des europäischen Integrationsprozesses. Bilanz der polnischen Ratspräsidentschaft, Baden-Baden 2013.
- Die zaghafte Nation – „Don’t make us Führer“, in: Alexander Gallus / Thomas Schubert / Tom Thieme (Hrsg.): Deutsche Kontroversen. Festschrift für Eckhard Jesse, Baden-Baden 2013, S. 499–510.
- The 'Normalization' of Humanitarian and Military Missions Abroad, in: Konrad Jarausch (Hrsg.): UNITED GERMANY. Debating Processes and Prospects, New York, Oxford 2013, S. 231–251.
- Geburtshelfer Europas? Die Rolle der Vereinigten Staaten im Europäischen Integrationsprozeß 1945–1958, Baden-Baden: Nomos-Verlag, 2000.